# 김모범
김모범(1989년 12월 20일 ~ )은 대한민국의 배우이다.

## 출연작

### 영화
- 《스트리머》 (2023년) - 타쿠 역
- 《혼자 사는 사람들》 (2021년) - 옆집남자 역
- 《말을 걸어볼까》 (2020년)
- 《궁궐에서》 (2019년)
- 《우열의 연대기》 (2018년)
- 《그녀의 가족은 잘못이 없어》 (2018년) - 아들 역
- 《염력》 (2018년) - 채증 경찰 역
- 《그렌델》 (2017년) - 용의자 역
- 《덕혜옹주》 (2016년) - 기자회견장 기자들 역
- 《구질구질해도 괜찮아》 (2013년) - 남현 역

### 드라마
- 《인간수업》 (2020년, Netflix)
- 《사랑의 불시착》 (2019년, tvN)
- 《싸이코패스 다이어리》 (2019년, tvN)
- 《유령을 잡아라》 (2019년, tvN)
- 《붉은 달 푸른 해》 (2018년, MBC)
- 《슬기로운 감빵생활》 (2017년, tvN) - 박준영 일병 역
- 《도둑놈, 도둑님》 (2017년, MBC)
- 《안단테》 (2017년, KBS1)
- 《오 마이 금비》 (2016년, KBS2)
- 《송곳》 (2015년, JTBC)